# Móði y Magni
En la mitología nórdica, Móði (coraje) y Magni (fuerza) eran los hijos de Thor.
Móði, generalmente reconocido como hijo de Sif, es el dios de la furia en el campo de batalla y referente principal entre los berserkers. Magni es hijo de Járnsaxa,
y tiene un rol en la mítica batalla de Thor contra Hrungnir: 
Pero el martillo Mjöllnir golpeó a Hrungnir en el medio de la cabeza, y quebró su cráneo en pequeñas migajas, y cayó sobre Thor, de manera que su pie quedó tendido sobre el cuello de éste. Þjálfi golpeó a Mökkurkálfi, y cayó con poca gloria. De allí, Þjálfi fue donde Thor y hubiera levantado el pie de Hrungnir de él, pero no pudo encontrar la suficiente fuerza. Inmediatamente todos los Æsir se acercaron, cuando ellos, supieron que Thor había caído, y hubieran levantado el pie de él, pero no pudieron hacer nada. Luego Magni se acercó, hijo de Thor y Jarnsaxa: tenía entonces tres noches de vida; levantó el pie de Hrungnir de su padre, y habló: 'Vean cuando enfermo está, padre, que he venido tan tarde: He matado a este gigante con mi puño, creo, si me hubiera encontrado con él.' Thor se levantó y le dio la bienvenida, diciendo que sin duda se había vuelto grande; 'Y te daré,' dijo, el caballo «crines doradas», que Hrungnir poseía.' Luego Odín habló y dijo había hecho mal al haberle dado un buen caballo a un hijo de una giganta, y no a su padre. Skáldskaparmál cap. 17
Los hermanos son mencionados entre los supervivientes del Ragnarök en la poema éddico Vafþrúðnismál:
| Móði ok Magni skulu Mjöllni hafa Vingnis at vígþroti. Vafþrúðnismál 51 | Móði y Magni tendrán a Mjollnir Cuando Vingnir (Thor) caiga en batalla. Vafþrúðnismál 51 |  |

En un kenning Thor es llamado una vez «padre de Móði» y dos veces «padre de Magni».
Muchas veces se le atribuye a Magni, como el portador de un gran mandoble con el poder del trueno.